# Карл фон Трір
Карл фон Трір (нім. Karl Bessart von Trier) — 16-й великий магістр Тевтонського ордену з 1311 по 1324 рік.

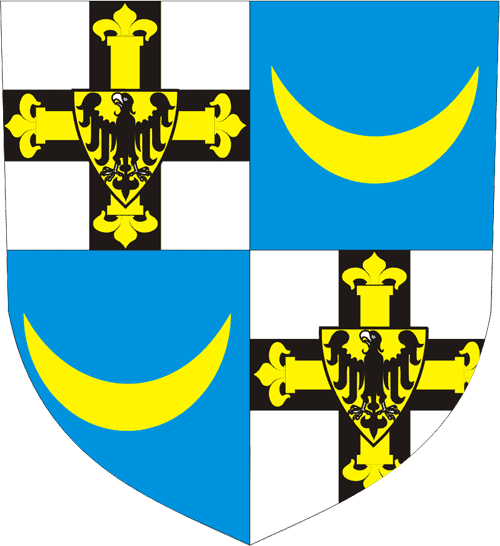
Герб великого магістра Карла фон Тріра

Походив з патриціанського роду міста Трір. Здобув добру освіту, крім німецької, знав французьку та латинську мови.
Близько 1288 року вступив до Тевтонського ордену. З 1291 року — комтур Бовуару в Шампані. У 1303 році брав участь у генеральному капітулі в Ельблонгу, на якому великим магістром був обраний Зігфрід фон Фейхтванген, який увів Карла фон Тріра у своє оточення. У 1305—1311 роках — комтур Лотарингії.
У 1311 році внаслідок закулісної боротьби обраний великим магістром Ордену на генеральному капітулі у Мальборку, що стало несподіванкою для лицарів, оскільки Карл фон Трір раніше не мав стосунку до Пруссії.
Карл фон Трір зробив спробу реформувати Орден як духовну організацію, а не просто світське братство лицарів. Зі змінним успіхом воював з язичницькою Литвою, проти якої організував декілька походів.
У 1317 році виникла змова прусських комтурів проти Карла фон Тріра, внаслідок якої він оголосив про відставку й виїхав у Трір. Отримав підтримку папи римського Івана XXII, і 1318 року капітул Ордену в Німеччині відновив Карла фон Тріра на посаді. Однак він не повернувся до Пруссії, хоча був призначений великим магістром Ордену. З прусським лицарством він уклав компроміс, призначаючи на місцеві орденські посади своїх опонентів. Завдяки його впливу папа римський визнав Гданське Помор'я, за яке тривала суперечка між Орденом та Польщею, володінням Ордену.
Помер 11 лютого 1324 року у Трірі, похований у соборі Святої Катерини.